# Thyroscyphus scorpioides
Thyroscyphus scorpioides is een hydroïdpoliep uit de familie Sertulariidae. De poliep komt uit het geslacht Thyroscyphus. Thyroscyphus scorpioides werd in 1993 voor het eerst wetenschappelijk beschreven door Vervoort. 